# 2170 Byelorussia
2170 Byelorussia è un asteroide della fascia principale. Scoperto nel 1971, presenta un'orbita caratterizzata da un semiasse maggiore pari a 2,4038293 UA e da un'eccentricità di 0,1828786, inclinata di 2,07987° rispetto all'eclittica.
L'asteroide è stato intitolato all'omonima nazione.